# Dhu-Nuwàs
Dhu-Nuwàs (àrab: ذو نواس, Ḏū Nuwās) (450-527) va ser un rei jueu d'Himyar entre el 517 i el 525-527, que va arribar a ser conegut a causa de la persecució a la qual va sotmetre pobles d'altres religions, sobretot cristians, que vivien en el seu regne.

## Nom
Es conserven notícies de Dhu-Nuwàs en fonts coetànies sud-aràbigues, siríaques i gregues, mentre fonts posteriors jueves, cristianes (com ara el Llibre dels himiarites o el Kebra Nagast) i islàmiques (incloent l'Alcorà 85:1–9) també l'esmenten.
Les fonts sudaràbigues l'anomenen Yússuf Àssar Yàthar (en alfabet sud-aràbic: 𐩺𐩥𐩪𐩰 𐩱𐩪𐩱𐩧 𐩺𐩻𐩱𐩧, yws¹f ʾs¹ʾr yṯʾr), mentre a les fonts siríaques apareix com Mashruq. En una carta coetània de Simeó, bisbe de Beth Arsham, és anomenat Dimnon.
La tradició islàmica l'anomena Dhu-Nuwàs, literalment ‘el dels Flocs que pengen’, en referència als peot o flocs de cabells que li penjaven a les temples, característics d'alguns corrents jueus. Aquest nom estaria darrera d'un dels noms grecs amb què és conegut: Dounaas (grec medieval: Δουναας), així com de l'hebreu, Yosef Nuas (hebreu: יוסף נואס‎).
A més d'aquest epítet, la tradició islàmica l'anomena Yússuf ibn Xarhabil (àrab: يُوْسُف ٱبْن شَرْحَبِيْل, Yūsuf ibn Xarḥabīl).

## Biografia
Una font siríaca sembla suggerir que la mare de Dhū Nuwās podria haver estat una jueva procedent de la ciutat mesopotàmica de Nísibis i que va succeir el seu pare. Una altra versió llegendària diu que el rei himiarita Maadi-Karib Yafur (Lahia ibn Yanuf) (vers 500-517 o 523) practicava actes antinaturals contra els joves nobles i Dhu-n-Nuwàs el va assassinar per evitar ser víctima, i fou proclamat rei. En tot cas no hi ha dubte, per diverses dades, que va succeir a Maadikarib Yafur, el qual apareix esmentat en una inscripció quan estava en campanya vers 522 contra al-Mundhir III, rei làkhmida de Hira. Stuart Munro-Hay proposa no obstant el 518 (i fins i tot el 517) com a data de final del regnat d'aquest rei considerant que l'era sabea començava el 109 aC i no al 115 aC.
El regnat de Dhu Nuwas (vers 523-525) hauria durat segons algunes fonts fins a 38 anys, cosa poc probable. Convertit al judaisme va perseguir els cristians de Najran, Mokha i Zufar vers 524 (persecucions testimoniades en tres inscripcions que donen el nom del rei com Yusuf Ashar que era el mateix personatge que Yusuf Dhu Nuwas) cosa que hauria provocat la intervenció etíop a petició de l'Imperi Romà d'Orient. Una carta de Simeó Beth Arsham també esmenta la persecució (20 de gener del 524); aquesta carta permet suposar que va arribar al tron el 523. També se sap que Simeó fou enviat per l'emperador Justí I per negociar la pau amb Mundhir III a Ramla, al desert sirià, justament el 524. A Rambla al-Mundhir va rebre una carta de Dhu Nuwas que deia que "el rei que els abissinis han enviat contra nosaltres, és mort i jo sóc el rei de tota la regió himiarita" el que suggereix que els etíops ja havien fet una primera expedició i, per tant, es creu que la carta de Simeó fent referència a la persecució correspon a una segona persecució i que abans n'hi havia hagut una altra a l'entorn del 521. Llavors el rei etíop va enviar un exèrcit que va ser enganyat per Dhu Nuwas i va ser aniquilat i l'emperador es va retirar deixant un virrei i una guarnició; Segons Cosmes Indicopleustes el negus buscava suport jurídic per reclamar Himyar des del 518 i les fonts abissínies donen a entendre que els cristians del Iemen pagaven directament els tributs al negus. Una teoria suggereix que el Maadikarib de la inscripció era en realitat el sobirà que va governar al final del segle abans de la conquesta persa o un altre rei amb el mateix nom. D'acord amb la documentació existent, Dhu Nuwas va convidar (vers 524) al rei Mundhir III, que estava en guerra contra l'Imperi Romà d'Orient al desert sirià, a imitar-lo i exterminar a tots els cristians si no renegaven de la fe de Crist. En les seves persecucions se sap que va derrotar els cristians a Zufar i va cremar la seva església; després es va dirigir a la costa cap a Mukha on va enviar al seu lloctinent Sharahil Yakbul Dhu Yazan. Relaciona 14000 morts i 11000 presoners. Després va assetjar Najran, setge que va durar alguns mesos. Daws Dhu Dhuluban va poder fugir i arribar a la cort de l'emperador romà, on va demanar ajut. El maig del 525 un exèrcit aksumita ja intervenia a petició de l'emperador amb entre 70.000 i 120.000 homes.
Una altra versió sobre la pujada de Dhu Nuwas assenyala que Madikarib (o Maadikarib) hauria abdicat en haver portat al país a la ruïna econòmica, després de demanar un préstec de molts diners al cristià de Najran Rahma, diners que no podia retornar. Dhu Nuwas llavors, junt amb altres nobles himiarites, va assolir el poder i per evitar retornar el préstec va iniciar les persecucions; va tenir el suport de la tribu dels Dhu Yazan, dirigida per Sharahil Yakbul Dhu Yazan, que fou lloctinent de Dhu Nuwas en les persecucions de Zufar i Najran. Aquest personatge sembla que era l'avi de Sumayfa que sembla el rei o virrei que (segons Procopi) Hellestheaios d'Axum va posar al tron després d'enderrocar a Dhu Nuwas; Sumayfa Ashwa apareix com Esimifaios, Sumu-Yafa' Ashwa' i Esimfey (a les inscripcions himiarites com SMYF'); és esmentat com a fidel de Dhu Nuwas el 524 i després com a enemic i convertit al cristianisme; el seu govern se situa en unes dates entre el 526 i 531, quan fou enderrocat per una part de les tropes abissínies que van proclamar al seu cap, Abraha, ex esclau d'un mercader romà d'Orient d'Adulis. És probable que Dhu Nuwas pertanyés a la tribu dels Dhu Yazan. Segons les fonts siríaques Dhu Nuwas va morir en combat.